# San José (Kolumbia)
San José – miasto w Kolumbii, w departamencie Caldas.